# Голенищево (Рязанская область)
Голенищево — село в Чучковском районе Рязанской области России, входит в состав Ункосовского сельского поселения.

## Географическое положение
Село расположено на берегу реки Тырница в 20 км на юго-запад от центра поселения села Кистенёво и в 22 км на юг от райцентра посёлка Чучково.

## История
Голенищево в качестве села с церковью великого чудотворца Николая упоминается в окладных книгах 1676 года, где показано у той церкви земли 15 четвертей в поле, сенных покосов на 30 копен. В приходе к той церкви было 6 дворов боярских, 36 крестьянских, 6 дворов бобыльских, двор вдовий. И всего 50 дворов. Вместо упоминаемой в XVII столетии деревянной церкви в честь св. Николая, в 1781 году, как значится в клировых ведомостях, построена была так же деревянная церковь в то же храмонаименование, которая в 1805 году была перекрыта и обита снаружи тесом, а в 1808 году исправлена внутри усердием помещика И. Тяпкина. При отписке села Голенищева от Шацкого к Сапожковскому уезду в нем состояло: за поручиком Иваном Тяпкиным 29 душ, за прапорщиком Яковом Тяпкиным 33 души, за прапорщиком Григорием Загоскиным 39 душ, ведомства Кол. Экономии 107 душ и однодворцев 7 душ, всего 215 душ муж. пола.
В XIX — начале XX века село входило в состав Остро-Пластиковской волости Сапожковского уезда Рязанской губернии. В 1906 году в селе было 115 дворов.
С 1929 года село являлось центром Голенищинского сельсовета Чучковского района Рязанского округа Московской области, с 1937 года — в составе Рязанской области, с 2005 года — в составе Ункосовского сельского поселения.

## Население
| 1859 | 1897 | 1906 | 1981 | 2010 |
| ---- | ---- | ---- | ---- | ---- |
| 656  | ↗850 | ↗888 | ↘150 | ↘52  |

## Достопримечательности
В селе расположена недействующая Никольская церковь (1910).